# Mike Rusczyk
Mike Rusczyk (geboren op 5 augustus 1977, te Chicago) is een Amerikaans professioneel skateboarder.

## Huidige Sponsoren
- Foundation Skateboards
- Pig Wheels
- Duffs
- Independant Trucks